# Harold Ancart
Harold Ancart  (Brussel, 1980) is een Belgische kunstschilder en ruimtelijk kunstenaar. Hij woont in New York en heeft zijn atelier in Brooklyn. Hij combineert abstractie met figuratie en is gekend voor zijn experimenten met compositie en kleur. Hij wordt beschouwd als een van de belangrijkste Belgische hedendaagse kunstenaars en geniet internationale erkenning. In 2019 kwam hij in de Top 100 van de meest succesvolle kunstenaars op de secundaire markt ter wereld. Zijn werk is opgenomen in vooraanstaande internationale collecties. 

## Biografie

### Jeugd en opleiding
Harold Ancart was van in de lagere school geïnteresseerd in tekenen en zou die interesse altijd blijven behouden als basis voor zijn later werk. In zijn jeugd hield hij van stripverhalen, die hij graag natekende. Zijn moeder was stewardess en op die manier raakte hij voor altijd gefascineerd door verre reizen. Hij zag zijn toekomst niet als kunstenaar omdat hij daarvan het beeld had van een bohemien met zelf gerolde sigaretten en slechte rode wijn, Ancart wou een comfortabel leven leiden. Na zijn middelbare studies ging hij in 2000 Politieke Wetenschappen studeren in de hoop om diplomaat te worden. Hij was echter al van in het middelbaar geen al te goede student en gaf deze studies vlug op. Hij schakelde eerder uit wanhoop over naar Beeldende Kunsten aan de Ecole Nationale Supérieure des Arts Visuels in La Cambre, waar hij onmiddellijk het vertrouwen kreeg van zijn docenten. Hij behaalde in 2007 zijn diploma van Master in de Schone Kunsten.

### New York
Omdat hij als kunstenaar niet in armoede wou belanden onderzocht hij de mogelijkheden van een goede vertegenwoordiging. Hij had een hekel aan regels in de kunst en was geïnteresseerd in de Amerikaans abstracte kunstenaars en tegelijk figuratieve kunst die in zijn opleiding  niet aan bod was gekomen. Hij was ervan overtuigd dat er in België geen toekomst voor hem als kunstenaar lag. In die periode van de neoconceptuele kunst stelde men in de academies de toekomst van de schilderkunst systematisch in vraag, schilderijen kon men slechts begrijpen mits de nodige voorkennis en figuratieve kunst kwam niet meer aan bod; allemaal elementen die Ancart verwierp. Hij vond New York daarom een evidente en logische keuze, ook al sprak hij nauwelijks Engels. Hij heeft het zich later nooit beklaagd.
Aan de hand van de Art Diary, een gids met namen en adressen van kunstenaars en galerijen, ging hij in New York op zoek naar werk als assistent en kwam toevallig bij de studio van Richard Serra terecht waar hij met wat geluk gratis als assistent kon beginnen. Hij deed allerlei andere baantjes om de kost te verdienen, leefde in een studio zonder comfort, kon ook aan de slag gaan bij de kunstenares Jenny Holzer en ontmoette, als medewerker van Richard Serra, op vernissages en feestjes vele mensen uit de kunstwereld waaronder de toenmalige abstracte kunstenaar Olivier Babin.  

### Succes
Olivier Babin werd een loyale vriend en stuurde bezoekers aan zijn atelier door naar Ancart die in de buurt woonde. Uiteindelijk kreeg Ancart meer belangstelling als kunstenaar dan Babin zelf. Ancart kon deelnemen aan enkele groeps- en solotentoonstellingen, vooral in New York, maar ook in München, Ljubljana en Londen. Hij was toen vooral gericht op complexe installaties waarvan zijn schilderijen deel uitmaakten.
Babin besloot daarom in 2011 een andere richting uit te gaan, opende  in samenwerking met Ancart een galerie "Clearing" in Brooklyn en trad op als vertegenwoordiger van Ancart, die van bij de start in de galerie exposeerde. Ancart was een "spirituele partner", maar geen vennoot zoals soms verkeerdelijk wordt voorgesteld. Deze galerie kende bijzonder veel succes, ze zou later verhuizen naar de Bowery in Lower Manhattan, met nog steeds Ancart als een van de belangrijkste kunstenaars en een vestiging openen in Beverly Hills in Los Angeles. Clearing zou tot 2024 ook een galerie hebben in Brussel, waar het werk van Ancart getoond werd.
De openingstentoonstelling van Clearing in 2011 was het begin van het grote succes van Ancart. Hij toonde er tekeningen en schilderijen van ijsbergen, vulkanen en woestijnen met onregelmatige minimalistische structuren en contrasterende felle kleurvlakken. Hij kon aansluitend exposeren in diverse vooraanstaande galerijen in de Verenigde Staten en Europa, waaronder een solotentoonstelling bij Michael Werner in Berlijn en  groepstentoonstellingen bij Witte de With, in Rotterdam  in 2011, in het kunstencentrum Wiels in Brussel, in 2012, gevolgd door  voor het eerst een solotentoonstelling bij de galerie van Xavier Hufkens in Brussel in 2013 en in 2014 deelnames aan Art Basel, de biënnale van Taipei en het Astrup-Fearnleymuseum in Oslo.
Een roadtrip door de Verenigde Staten gevolgd door een tentoonstelling in 2016 in de Menil Collection in Houston van de tekeningen en aquarellen die hij tijdens deze reis in zijn auto maakte zorgden voor een belangrijk keerpunt. De Menil Collection kocht 27 werken, hierdoor werd de interesse gewekt bij de internationale kunstmarkt. Ancart begon in die periode te experimenteren met het beschilderen van betonstructuren, later ook andere industriële materialen, die hij isoleerde als sculpturen of installaties. Zijn serie Concrete Jungle werd voor het eerst gepresenteerd in de vooraanstaande David Zwirner Gallery in New York, waar hij in 2017 onder contract was gekomen. In 2017 startte Ancart met zijn reeks zwembadsculpturen, geschilderd in felle kleuren, die een gedurende de volgende jaren een constante zou worden in zijn oeuvre. Ancart sloot tevens contracten met de Gallery Xavier Hufkens in Brussel e David Kordansky Gallery in Los Angeles.
Vanaf 2018 legde hij zich toe op op olieverfschilderijen met speelse onderwerpen zoals palmbomen, zwembaden en ijscowagens, die door hun isolatie tegelijk een gevoel van eenzaamheid uitdrukten. In 2020, in de periode van de pandemie, toonde hij deze werken in zijn serie "Traveling Light".
In 2019 maakte hij een 5 meter hoog betonnen beeldhouwwerk “Sublimal Standard” voor het Cadman Plaza in Brooklyn als eerbetoon voor de handbalspelers. HIj werd dat jaar ook uitgenodigd door het Centre Pompidou-Metz om een monumentaal schilderij 5 meter op 13 meter te maken ter gelegenheid van de tentoonstelling "Peindre la Nuit". 5 meter op 13 meter
Ancart zette de samenwerking met Zwirner in 2022 zonder reden stop om onmiddellijk daarna een nieuwe samenwerking te beginnen met de Gagosian Gallery, een van de grootste kunsthandels ter wereld, met vestigingen verspreid over de Verenigde Staten, Europa en Azië.
In 2022 was hij een opgemerkte deelnemer aan de biënnale van het Whitney Museum of American Art. Naast Brussel, Berlijn en New York exposeerde Ancart onder andere in Seoul, Parijs, Kyoto, Brussel, Londen, Los Angeles, Parijs, Mexico, Metz, Jaïpur, Miami, Bazel, Toronto en het museum Voorlinden in Wassenaar het SMAK in Gent en met Wiels in Shanghai.

### Blue Chip
Bij de investeerders in kunst wordt Harold Ancart beschreven als een "blue chip", een relevante gevestigde kunstenaar met werken van hoge waarde en consistentie op de kunstmarkt. Zijn werken zijn zeer gegeerd op veilingen; een aantal van zijn werken zijn aangekocht door een investeringsfonds.
De snelle opmars van Ancart begon in 2011. In de ranking van de wereldwijde veilingresultaten opgesteld door het bedrijf Artprice, de wereldleider in informatie over de kunstmarkt,  stond Ancart in in 2015 op de 290e plaats, in 2016  de 251e plaats en in 2017 op de 115e plaats . In het jaarlijks rapport van 2018 werd hij vernoemd als 6e belangrijkste jonge kunstenaar (jonger dan 40 jaar) van New York.
De prijzen van zijn werken bleven in stijgende lijn, in 2019 bereikte hij met een  werk de kaap van 1 miljoen dollar op een veiling bij Sotheby. Hij stond hij nu, samen met de andere Belg Luc Tuymans, in de top 100 van meest succesvolle kunstenaars op de secundaire markt wereldwijd, met een 4de plaats in de succesratio en zijn 72e plaats in veilingresultaten. In 2020 behoorde hij tot de top 3 van de meest gewilde jonge kunstenaars, samen met Julie Curtiss en Lucas Arruda. In 2024 stond hij op de 132e plaats in de wereldwijde ranking.

## Oeuvre
Het werk van Harold Ancart is eerder te situeren in de Amerikaanse dan in de Belgische schildertraditie.  Hij noemt zelf Donald Judd, Ellsworth Kelly, Clyfford Still en Barnett Newman als inspiratiebronnen qua stijl. Daarnaast ontleent hij elementen van de meest diverse grote Europese avant-garde kunstenaars, zoals de Franse postimpressionisten en de Belgische surrealisten.   
Volledige vrijheid in het scheppingsproces en innovatie zijn voor hem de essentiële drijfveren van zijn kunst. Hij wijzigt voortdurend van onderwerp en stijl. Francis Picabia is op dit vlak zijn grote voorbeeld omdat deze kunstschilder voortdurend van richting en stijl veranderde. Er zit geen boodschap in zijn werken, alles is gericht op de innerlijke perceptie die ontstaat uit zijn experimentele combinaties van compositie en kleur. Ancart geeft geen uitleg, een schilderij moet voor zichzelf spreken verklaart hij.
Tekenen ligt aan de basis van zijn werk. Hij werkt vooral met oliefstiften, aanvankelijk uit financiële noodzaak, daarnaast ook omdat ze handig zijn voor het kleurgebruik, maar tegelijk niet zo nauwkeurig zijn als een verfborstel en ze de kleuren zelfs spontaan door elkaar laten lopen. Typerend voor zijn werken zijn de dikke verfstrepen en -lagen. Sporen van het schilderproces zoals vlekken, vegen of een  afdruk van een hand zijn bewuste kenmerken. Opvallend zijn de afgelijnde kleurvlakken. HIj werkt vooral met olie op doek en olie op papier, soms op andere dragers zoals op hout. De voorbereidingen van zijn installaties maakt hij met aquarel. Sommige werken kunnen beschouwd worden als "gemengde techniek", bijvoorbeeld zijn bewerkte reisfoto's van tropische paradijzen.
Ancart combineert abstracte werken met figuratieve elementen. Hij slaagt er in het verschil tussen abstracte en figuratieve kunst te overbruggen. Zijn figuratieve onderwerpen dienen als alibi om aan de slag te gaan met verf om abstracte werken te maken. Hij is gefascineerd door landschappen, architectonische vormen en vergezichten en de wisselwerking tussen natuur en menselijke ingrepen. Zijn werk is duidelijk beïnvloed door zijn roadtrips in het westen van de Verenigde Staten, met de motels, drive-ins, rotsformaties, canyons, bossen en woestijnlandschappen en door zijn reizen naar tropische paradijzen. Zijn uitgangspunten zijn herkenbare zaken, zoals bomen, bergen, gebouwen, planten, vrachtwagens, ijsbergen, prairies, brandende lucifers, zonsondergangen en zeezichten die hij hun natuurlijke omgeving haalt en ze op die manier transformeert in hallucinaties van archetypische vormen en psychedelische kleuren. De keuze van het onderwerp berust op loutere intuïtie van het ogenblik. Omdat hij graag experimenteert met kleur, soms tot in het psychodelische, en compositie is het eindresultaat afhankelijk van toeval. In die zin werkt hij steeds in series. Hij maakt graag nachtzichten omdat dit mogelijkheden biedt tot andere invalshoeken en ongeremd kleurgebruik.
De doeken van Ancart zijn dikwijls van uitzonderlijk groot formaat.
Voor zijn sculpturen werkt Ancart vooral met beton. Ook in zijn sculpturen vindt hij inspiratie in de natuur of gebouwen.  Aanvankelijk maakte hij organische betonsculpturen, die leken op kano's of troggen, met namen die verwezen naar renpaarden, en installaties aan de hand van draad en zwarte stof. Hij gebruikt gevonden voorwerpen of voorwerpen zoals een palmboom in zijn tentoonstelling “Sous les palmiers, la plage” in 2011 in La Chaussette, Brussel. Daarna maakte hij gekleurde stedelijke muren en en gekleurde zwembadsculpturen.
Bij zijn tentoonstellingen betrekt hij de ruimte bij zijn werk, waardoor het een installatie wordt. Zo ontwerpt hij onder andere de zitbanken als deel van het kunstwerk en schildert hij de vloeren in het verlengde van zijn muursculpturen of belegde hij de vloer met spiegels en bewerkt de muren met houtskool.

## Collecties[9]
- Albertina Museum, Wenen
- Albright-Knox Art Gallery, Buffalo, New York
- Fondation Beyeler, Bazel
- Centre Georges Pompidou, Parijs
- Collezione Olgiati, Lugano
- Dallas Museum of Art
- Fondation Louis Vuitton, Parijs
- Fondazione Sandretto Re Rebaudengo, Turijn
- Fonds Régional d’Art Contemporain (FRAC) de la Corse,
- Hirshhorn Museum and Sculpture Garden, Washington, DC
- K11 Art Foundation, Hong Kong
- Lenbachhaus, München
- Los Angeles County Museum of Art
- Louisiana Museum of Modern Art, Humlebæk
- Marquez Art Projects, Miami[48]
- Menil Collection, Houston
- Metropolitan Museum of Art, New York.
- Musée d'Art Moderne de la Ville de Paris
- Museum of Contemporary Art, Los Angeles
- Museum of Fine Arts, Houston
- National Gallery of Canada, Ottawa
- Rubell Museum, Miami[49]
- Solomon R. Guggenheim Museum, New York
- Stedelijk Museum voor Actuele Kunst (S.M.A.K.), Gent
- Whitney Museum of American Art, New York

## Tentoonstellingen (selectie)[9]

### Solotentoonstellingen
2025
- Good Night. APMA Cabinet, Seoul

2024
- Maison Ancart. Gagosian, rue de Ponthieu, Parijs
- Francis Picabia & Harold Ancart: 7 Paintings and 1 Painting. Fleiss-Vallois, New York

2023
- Paintings. Gagosian, 541 West 24th Street, New York
- Bird Time. Ryosoku-in Temple, Kyoto, Japan

2021
- A Strange Encounter. Clearing, Los Angeles.
- La Grande Profondeur (The Deep End). David Zwirner, Parijs

2020
- Pools. David Zwirner, online
- Traveling Light. David Zwirner, New York

2019
- A Match Made in Heaven. Clearing, Brussel
- Subliminal Standard. Cadman Plaza Park, Brooklyn

2018
- Harold Ancart and Loup Sarion. Clearing, New York
- Freeze. David Zwirner, Londen
- Clearing, Brooklyn

2017
- The Seasons. Clearing, Brooklyn
- The Charm.... Xavier Hufkens, Brussel
- Harold Ancart and Calvin Marcus. Karma, Amagansett, New York

2016
- Untitled (there is no there there). The Menil Collection, Houston
- Grand Flâneur. David Kordansky Gallery, Los Angeles
- Tierra Vaga: Michel François + Harold Ancart, Fundacion Casa Wabi, Puerto Escondido, Oaxaca, Mexico.

2015
- Paintings. Clearing, Brooklyn

2014
- Winning Colors. Xavier Hufkens, Brussel
- The Higher Power Commands, Art Unlimited, Bazel.

2013
- Eagle Mode. VeneKlasen Werner, Berlijn
- Anaconda Standard. Clearing, Brooklyn
- The End of the Beans. Xavier Hufkens, Brussel

2012
- Les Marquises. Clearing, The M Building, Miami .
- Widows. Abtei Brauweiler, Pulheim
- Triple Eagle. Clearing, Brooklyn
- Harold Ancart and Aaron Bobrow: Challenger Deep. Clearing, The M Building, Miami.

2011
- Too Many Evidences Kill The Truth. VeneKlasen Werner, Berlijn
- Sous les Palmiers de la Plage, La Chaussette, Brussel
- Harold Ancart and Esther Kläs: Rise, Rose, Risen, Emily Harvey Foundation, Venice.
- Harold Ancart and Jacob Kassay: Badlands. Clearing, Brooklyn

2010
- Harold Ancart and Amir Mogharabi: Materiel Perdu. IBID Projects, Londen

2009
- Within Limits: Harold Ancart. LMAKgallery, New York

### Groepstentoonstellingen
2025
- I ❤ New Work. Museum Voorlinden, Wassenaar
- ArtChush, Aspen Art Museum[50]

2024
- The Swimmer. FLAG Art Foundation, New York

2022
- Whitney Biennial: Quiet as It's Kept. Whitney Museum of American Art, New York

2021
- Arms of the Sea. Clearing and Various Small Fires, Seoul
- Hearts and Minds. Carriage Trade, New York
- Sculptures by Painters. Daniel Faria Gallery, Toronto
- Superamas. Clearing, Brussel
- Wonderland. Albertina Modern, Wenen

2020
- Contemporary Art + Design. Dallas Museum of Art, Dallas
- Life Still. Clearing, Brooklyn
- The Secret Life of Lobsters. Clearing, Brussel

2019
- A Collection in Progress: Nature is what we see. La Collezione Giancarlo e Danna Olgiati, Lugano
- Convex/Concave: Belgian Contemporary Art (met Wiels), TANK, Shanghai
- Dog Days. Clearing, Brooklyn
- Highlights for a Future: De Collectie (1). Stedelijk Museum voor Actuele Kunst (S.M.A.K.), Gent
- L’âge De Raison. Clearing, Brussel.

2018
- Keep Me Warm. Clearing, Brooklyn
- Peindre La Nuit. Centre Pompidou-Metz, Metz
- The Sculpture Park: Edition 2019. The Sculpture Park, Nahargarh Fort, Jaipur

2017
- Biennale 9: Oh les beaux jours !. Louvain-la-Neuve Biennal, Louvain-la-Neuve
- Harold Ancart with Michel François and Gabriel Kuri. La Comète, Luik
- Lentils (Spaghetti). Ramiken Crucible, New York
- Recent Acquisitions. Musée d’Art Moderne de la Ville de Paris, Parijs

2016
- The Coldest Winter. Jessica Silverman Gallery, San Francisco
- Fritto Misto. Clearing, Brooklyn
- High Anxiety: New Acquisitions. Rubell Family Collection, Miami
- Holiday. IBID Projects, Londen
- Palma, Palmiers, Palm. Simon Dickinson, New York
- Please Have Enough Acid In The Dish. M+B Art, Los Angeles

2015
- Myth / History II: Shanghai Galaxy. Yuz Museum, Shanghai

2014
- Art Basel
- Astrup-Fearnleyùuseum, Oslo.
- The Great Acceleration. Taipei Biennial, Taipei
- Harold Ancart, Kevin Beasley, Mateo López. Casey Kaplan, New York
- Hypothesis for an Exhibition. Dominique Levy Gallery, New York
- Maybe It’s a Hum. Atelier Rouart, Parijs
- Memory Palaces. Carlier-Gebauer, Berlijn
- The Stuff That Dreams Are Made Of, Too. Clearing, Brooklyn

2013
- Ancart, Baker, Barrow, Beier.... Perrotin, Parijs
- Champs Elysées. Palais de Tokyo, Parijs
- Old Black. Team Gallery, New York
- A Stone Left Unturned. Yvon Lambert, Parijs

2012
- Estate. Marianne Boesky Gallery, New York
- People on a Sunday. IBID Projects, Londen
- Un-Scene II. WIELS Centre d’art Contemporain, Brussel
- Vision Quest. Nicole Klagsbrun, New York

2011
- Melanchotopia. Witte de With, Rotterdam
- Royal Rumble at Waffle House. Clearing and The Journal Gallery, Miami
- Tranches de Savoir. Payne Whitney House, New York

2010
- Blood of a Poet. Thierry Goldberg Projects, New York
- Displaced Divisions. Skuc Gallery, Ljubljana
- Lush Life. Salon 94, New York
- Out of the Box. Emily Harvey Foundation, New York
- What a Difference a Day Makes. Andreas Grimm Gallery, München